# Jacob Micflikier
Jacob Micflikier (Winnipeg, 11 luglio 1984) è un hockeista su ghiaccio canadese che gioca nell'EHC Biel.

## Statistiche
Statistiche aggiornate a novembre 2013.

### Club
| Stagione | Squadra                | Stagione regolare | Stagione regolare | Stagione regolare | Stagione regolare | Stagione regolare | Stagione regolare | Playoff | Playoff | Playoff | Playoff | Playoff |
| Stagione | Squadra                | Lega              | P                 | G                 | A                 | Pt                | PIM               | P       | G       | A       | Pt      | PIM     |
| -------- | ---------------------- | ----------------- | ----------------- | ----------------- | ----------------- | ----------------- | ----------------- | ------- | ------- | ------- | ------- | ------- |
| 2001-02  | Sioux Falls Stampede   | USHL              | 61                | 24                | 20                | 44                | 30                | 3       | 0       | 0       | 0       | 6       |
| 2002-03  | Sioux Falls Stampede   | USHL              | 59                | 31                | 36                | 67                | 26                |         |         |         |         |         |
| 2003-04  | Univ. of New Hampshire | NCAA              | 39                | 11                | 15                | 26                | 24                |         |         |         |         |         |
| 2004-05  | Univ. of New Hampshire | NCAA              | 42                | 20                | 24                | 44                | 44                |         |         |         |         |         |
| 2005-06  | Univ. of New Hampshire | NCAA              | 37                | 16                | 26                | 42                | 52                |         |         |         |         |         |
| 2006-07  | Univ. of New Hampshire | NCAA              | 35                | 11                | 27                | 38                | 37                |         |         |         |         |         |
|          | Springfield Falcons    | AHL               | 9                 | 3                 | 1                 | 4                 | 4                 | -       | -       | -       | -       | -       |
| 2007-08  | Stockton Thunder       | ECHL              | 29                | 10                | 27                | 37                | 29                | 6       | 4       | 9       | 13      | 10      |
|          | Springfield Falcons    | AHL               | 8                 | 1                 | 4                 | 5                 | 0                 | -       | -       | -       | -       | -       |
| 2008-09  | Florida Everblades     | ECHL              | 8                 | 9                 | 12                | 21                | 13                | 6       | 2       | 2       | 4       | 8       |
|          | Rochester Americans    | AHL               | 39                | 4                 | 12                | 16                | 12                | -       | -       | -       | -       | -       |
| 2009-10  | Florida Everblades     | ECHL              | 16                | 9                 | 23                | 32                | 15                | -       | -       | -       | -       | -       |
|          | Albany River Rats      | AHL               | 59                | 18                | 22                | 40                | 30                | 7       | 1       | 1       | 2       | 2       |
| 2010-11  | Charlotte Checkers     | AHL               | 78                | 29                | 32                | 61                | 80                | 14      | 0       | 3       | 3       | 6       |
| 2011-12  | Hershey Bears          | AHL               | 57                | 21                | 35                | 56                | 58                | 5       | 0       | 1       | 1       | 2       |
| 2012-13  | Biel                   | NLA               | 48                | 21                | 29                | 50                | 26                | 4       | 0       | 1       | 1       | 0       |
|          | Team Canada            | Spengler Cup      | 4                 | 0                 | 0                 | 0                 | 0                 | -       | -       | -       | -       | -       |
| 2013-14  | Dinamo Minsk           | KHL               | 11                | 3                 | 0                 | 3                 | 8                 | -       | -       | -       | -       | -       |
|          | Lugano                 | NLA               | 0                 | 0                 | 0                 | 0                 | 0                 |         |         |         |         |         |

## Palmarès

### Nazionale
- Coppa Spengler: 1

 Team Canada: 2012

### Individuale
- National Collegiate Athletic Association:

2005-06: All-Tournament Team
- East Coast Hockey League:

2008-09: Player of the Week (11/24-11/30)